# POHMELFS
POHMELFS (аббревиатура от Parallel Optimized Host Message Exchange Layered File System) — кэш-согласованная распределенная файловая система, разработанная российским линукс-хакером Евгением Поляковым. Нынешняя реализация может рассматриваться как более быстрая и изящная замена широко распространенного протокола сетевого доступа к файловым системам Network File System (NFS), который используется для реализации общего доступа к файловым системам между компьютерами в ЛВС, с возможностью использования параллельных соединений с целью ускорения передачи данных, и построения сетевого графика для конвергенции их в действительно распределенную файловую систему с хорошей масштабируемостью, кэшированием и высокой устойчивостью к ошибкам.
О создании POHMELFS было объявлено 31 января 2008 года; 12 февраля 2009 года в Linux Kernel Mailing List Archive (LKML.org) появилось сообщение Грега Кроа-Хартмана (англ. Greg Kroah-Hartman) о включении кода файловой системы POHMELFS в «-staging» ветку ядра Linux. 9 июня 2009 года поддержка POHMELFS была включена в версию ядра Linux 2.6.30. Код POHMELFS удалён в Linux версии 3.3-rc4 , новая редакция POHMELFS  в код ядра не была включена.

## Функциональные возможности
Основными возможностями файловой системы POHMELFS являются:
- Поддержание локального кэша для данных и мета-данных, согласованного для всех узлов использующих ФС;
- Обработка данных и событий в асинхронном режиме, за исключением операций с жёсткими и символическими ссылками;
- Гибкая архитектура, оптимизированная для обмена данными по сети, включая возможность объединения нескольких операций в одну управляющую команду передаваемую по сети;
- Одна из первичных целей проекта — высокая производительность;
- Быстрый многопоточный сервер, работающий на пользовательском уровне, по производительности заметно опережающий асинхронный режим NFS сервера, работающего на уровне ядра.

## История
Разработка файловой системы начата приблизительно в ноябре 2007 года. Первый публичный релиз состоялся 31 января 2008 года.

## Планы
Код POHMELFS будет пересмотрен с целью создания полностью распределённой файловой системы с использованием завершённых автором проектов: DST (Distributed network storage, распределённое сетевое хранилище) и нового хранилища Elliptics network, обеспечивающего устойчивое к сбоям распределенное хранение данных на нескольких компьютерах в сети. Результатом пересмотра кода должна была стать распределённая, параллельная файловая система с поддержкой распределённой блокировки (англ. distributed locking), когеренции кэша и устойчивостью к ошибкам.
Помимо этого, доработанная версия файловой системы будет иметь следующие возможности:
- Расширение сервера в направлении возможности хранения данных на нескольких устройствах (своего рода вариант зеркалирования), данные сперва будут сохраняться в различные локальные каталоги, а затем зеркалироваться на внешние разделы NFS или POHMELFS;
- Дополнение клиента и сервера средствами параллельного чтения/записи данных с соседних узлов;
- Реализация средств аутентификации и шифрования передаваемых по сети данных;
- Возможность автоматического переключения на запасной сервер в случае сбоя текущего.